# 中国驻列支敦士登总领事列表
本列表为中華人民共和國驻列支敦士登历任总领事名录。

## 历任中国驻列支敦士登总领事

### 中华人民共和国驻列支敦士登总领事（1988年至今）
1988年9月，中國及列士敦士登驻瑞士使馆通过换文确认两国建立直接联系，并同时确认：根据列与瑞士1919年达成的协议和1951年瑞士驻华公使馆同中华人民共和国外交部的换文，瑞士代表列在华的利益，中瑞1950年9月14日建交时，中列也同时建立了外交关系。1988年9月1日，中国向列支敦士登首次委派总领事（由中国驻苏黎世总领事兼任）。
| 姓名   | 任命          | 到任          | 递交任命书     | 免职          | 离任       | 领事职务 | 备注       | 备注 |
| ------ | ------------- | ------------- | -------------- | ------------- | ---------- | -------- | ---------- | ---- |
| 辛福坦 | 1988年5月31日 | 1988年9月1日  | 1988年9月14日  | 1990年7月10日 | 1990年10月 | 总领事   | 驻苏黎世兼 |      |
| 许右军 | 1990年7月10日 | 1990年10月    | 1990年11月28日 | 1993年9月22日 | 1993年12月 | 总领事   | 驻苏黎世兼 |      |
| 陈大震 | 1993年9月22日 | 1994年2月     |                | 1998年4月25日 | 1998年8月  | 总领事   | 驻苏黎世兼 |      |
| 李端本 | 1998年4月25日 | 1998年9月     |                |               | 2002年1月  | 总领事   | 驻苏黎世兼 |      |
| 陆文杰 |               | 2002年2月     | 2002年2月      |               | 2007年2月  | 总领事   | 驻苏黎世兼 |      |
| 李晓驷 |               | 2007年3月     |                |               | 2009年12月 | 总领事   | 驻苏黎世兼 |      |
| 梁建全 |               | 2010年1月11日 | 2010年1月29日  |               | 2014年3月  | 总领事   | 驻苏黎世兼 |      |
| 毛静秋 |               | 2014年6月17日 | 2014年8月20日  |               | 2015年12月 | 总领事   | 驻苏黎世兼 |      |
| 高燕平 |               | 2016年1月15日 | 2016年3月2日   |               | 2018年4月  | 总领事   | 驻苏黎世兼 |      |
| 赵清华 |               | 2018年5月17日 | 2018年6月26日  |               | 2023年3月  | 总领事   | 驻苏黎世兼 |      |
| 陈昀   |               | 2023年3月23日 | 2023年5月5日   | 现任          |            | 总领事   | 驻苏黎世兼 |      |